# Shin Won-ho
Đây là một tên người Triều Tiên, họ là Shin.
Shin Won-ho (hangul: 신원호, hanja: 申原昊; Hán Việt: Thân Nguyên Hạo; sinh ngày 23 tháng 10 năm 1991), còn được biết với nghệ danh Shin, là một ca sĩ,  diễn viên người Hàn Quốc và là thành viên của nhóm nhạc Cross Gene. Anh đã từng xuất hiện trong bộ phim Big (2012) và Huyền thoại Biển xanh (2016).

## Sự nghiệp
Shin ra mắt là một diễn viên trong một quảng cáo với G-Dragon vào tháng 8 năm 2011. Anh được mọi người đón nhận với bộ phim truyền hình, Big (2012) và đã ra mắt với tư cách là một thần tượng cùng với Cross Gene vào năm 2012.

## Điện ảnh

### Phim
| Năm  | Tiêu đề            | Vai trò |
| ---- | ------------------ | ------- |
| 2012 | Run 60 - Game Over | Hongki  |
| 2014 | ZEDD               | Nine    |

### Phim truyền hình
| Năm  | Tiêu đề                    | Vai trò         | Kênh          |
| ---- | -------------------------- | --------------- | ------------- |
| 2011 | Bachelor's Vegetable Store | Lee Chan-sol    | Channel A     |
| 2012 | Run 60                     | Hongki          | MBS           |
| 2012 | Big                        | Kang Kyung-joon | KBS2          |
| 2015 | Shuriken Sentai Ninninger  | Silver (tập 25) | TV Asahi      |
| 2015 | Secret Message             | Choi Gang       | Naver TV LINE |
| 2016 | Happy Marriage!?           | Koide Enshio    | Amazon Video  |
| 2016 | Huyền thoại Biển xanh      | Tae-oh          | SBS           |

### Chương trình thực tế
| Năm  | Tiêu đề                          | Vai trò   | Kênh    |
| ---- | -------------------------------- | --------- | ------- |
| 2012 | 1 vs. 100                        | Chính anh | KBS2    |
| 2014 | Cross Battle                     | Chính anh | HTB     |
| 2014 | Global We Got Married - Season 2 | Chính anh | MBC     |
| 2014 | Pops in Seoul                    | Chính anh | Arirang |
| 2014 | Idol School                      | Chính anh | MBC     |
| 2014 | Let's Go Dream Team! Season 2    | Chính anh | KBS2    |
| 2015 | Dating Alone                     | Chính anh | JTBC    |
| 2015 | Music On TV                      | Chính anh | M-On TV |
| 2015 | Quiz To Change The World         | Chính anh | MBC     |

## Giải thưởng và đề cử

### Giải Hallyu Hàn Quốc
| Năm  | Hạng mục                         | Đề cử cho   | Kết quả   |
| ---- | -------------------------------- | ----------- | --------- |
| 2012 | Người mẫu nam quảng cáo xuất sắc | Shin Won-ho | Đoạt giải |
| 2012 | Tân binh xuất sắc                | Shin Won-ho | Đoạt giải |